# ジョン・ボーズ (第10代ストラスモア＝キングホーン伯爵)

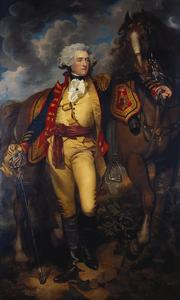
第10代ストラスモア＝キングホーン伯爵、1800年以降。

第10代ストラスモア＝キングホーン伯爵ジョン・ボーズ（英語: John Bowes, 10th Earl of Strathmore and Kinghorne、1769年4月14日 – 1820年7月3日）は、スコットランド貴族。

## 生涯
第9代ストラスモア＝キングホーン伯爵ジョン・ボーズとメアリー・エレノア・ボーズの長男として、1769年4月14日に生まれた。1776年3月7日に父が死去すると、ストラスモア＝キングホーン伯爵の爵位を継承した。1786年から1790年頃までイギリス陸軍に従軍した。
1796年から1806年までと1807年から1812年までスコットランド貴族代表議員を務めた後、1815年に連合王国貴族であるストリートラム城のボーズ男爵に叙された。
死の前日にあたる1820年7月2日、メアリー・ミルナー（Mary Milner、1860年5月5日没、J・ミルナーの娘）と結婚した。2人は庶子を1人儲けており、結婚は庶子を嫡出子にするためだったが、第10代ストラスモア＝キングホーン伯爵夫婦がスコットランドに住んでいなかったことが根拠となり、1821年6月29日に庶子のままとの裁定が下された。
- ジョン（英語版）（1811年 – 1885年） - 美術品収集家、ボーズ美術館（英語版）を設立したことで知られる

1820年7月3日に死去、弟トマスがストラスモア＝キングホーン伯爵の爵位を継承、ボーズ男爵の爵位は断絶した。未亡人のメアリーは1831年3月16日にウィリアム・ハットと再婚した。

## 競馬
馬主であり、下記の優勝馬を所有した。
- リメンブランサー（英語版） - 1803年のセントレジャーステークスで優勝[3]